# Trüebsee
Der Trüebsee (standardsprachlich: Trübsee, z. B. offizieller Name der Haltestelle/Station) ist ein Bergsee auf der Alp Ober Trüebsee auf einer Höhe von 1763 m ü. M. in der Zentralschweiz. Er liegt zwischen der Gemeinde Engelberg und dem Berg Titlis im Kanton Nidwalden, nahe dem Jochpass (2207 m ü. M.). Die Region Ober Trüebsee-Jochpass im Gemeindegebiet von Wolfenschiessen ist ein touristisch erschlossenes Alpgebiet.

## Geographie

Blick auf den Trüebsee mit dem Titlis, 1910

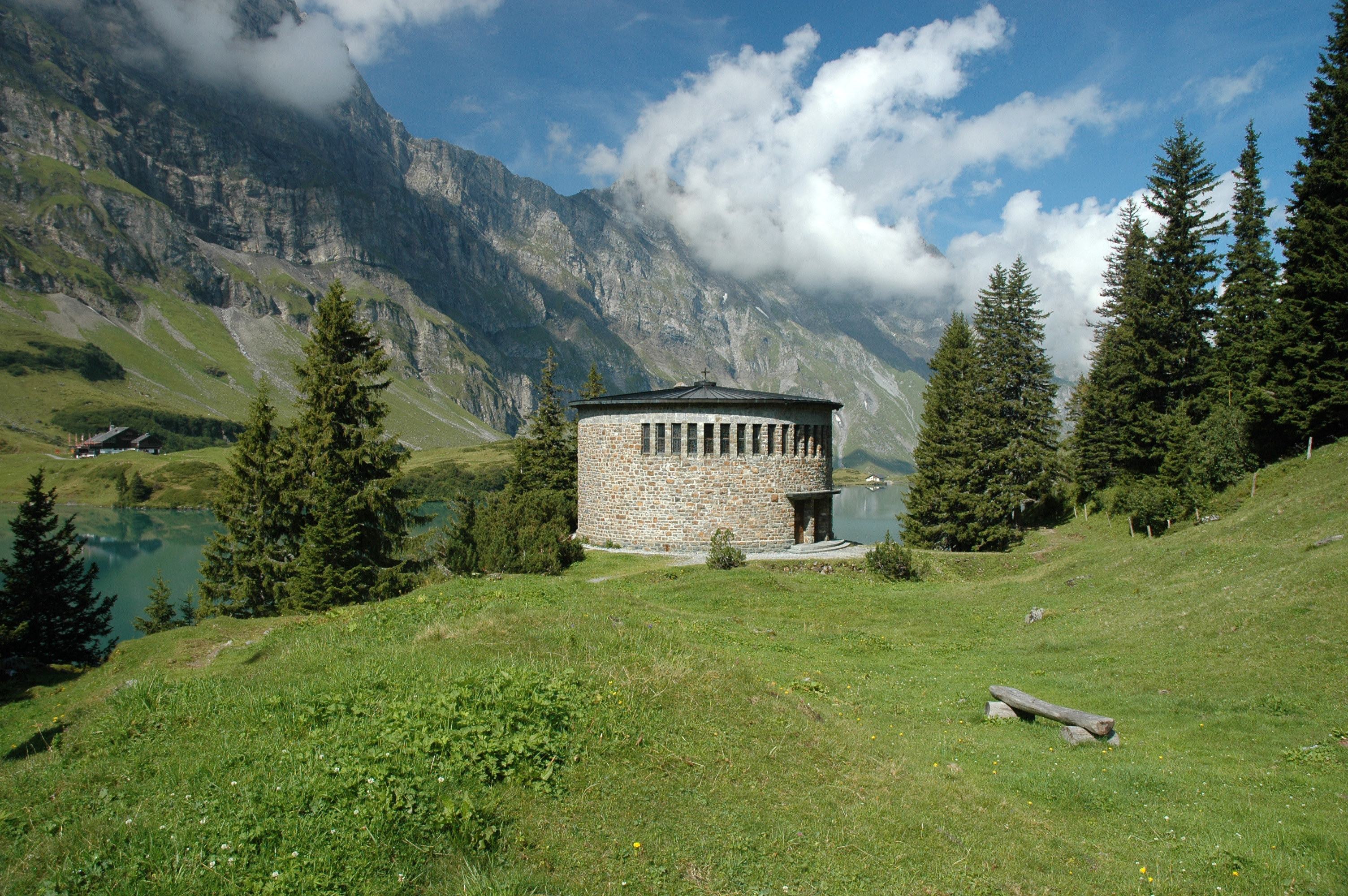

Die Alpflur liegt auf dem Hochplateau Ober Trüebsee auf einer Schichtstufe des Titlis-Reissend Nollen-Jochstock-Massivs und bricht mit dem Gerschniberg zur Gerschni (um 1250 m ü. M.) ab.
Der See hat eine Fläche von 0,3 km², ein Volumen von 850'000 m³ und eine Tiefe von 9 Metern. Der See entwässert zunächst unterirdisch, dann mittels des Trüebenbachs über Unter Trübsee zur Engelberger Aa. Der einzige Zufluss ist der Trübseebach, welcher aus dem Titlisgletscher entspringt.

## Tourismus
Der Trüebsee ist im Sommer ein Wanderziel und Teil der Vier-Seen-Wanderung. Im Winter ist er Teil des Skigebietes. Die Route Engelberg–Trüebsee–Jochpass gehört zum alten Säumerweg Via Sbrinz von Luzern nach Domodossola.
Der Jochpass ist mit der Titlis-Rotair-Bahn von Engelberg über Gerschnialp erreichbar, von Trüebsee führt ein weiteres Teilstück auf Stand (2450 m ü. M.), und von dort auf den Kleinen Titlis. Von Unter Trüebsee erreicht sie die Seilbahn.Älplerseil. 
Am Nordostufer des Trüebsee auf 1780 m ü. M. wurde 1935 in Anpassung an die imposante Bergwelt die Trüebsee-Kapelle nach den Plänen des Architekten Arnold Stöckli, Stans, vollständig in Stein und als Rundkapelle gebaut und am 8. September 1935 von Abt Leodegar Hunkeler vom Kloster Engelberg eingeweiht.

## Nachweise
1. 1 2  Lage & Höhe gemäß «geo admin.ch».
2. 1 2 3  Lage, Fläche & Höhe gemäß «ortsnamen.ch».
3. ↑  Seen in der Schweiz (Memento des Originals vom 19. Juli 2007 im Internet Archive)  Info: Der Archivlink wurde automatisch eingesetzt und noch nicht geprüft. Bitte prüfe Original- und Archivlink gemäß Anleitung und entferne dann diesen Hinweis., Datei (PDF und XLS) auf der Seite Hydrologische Grundlagen und Daten, Informationssysteme und Methoden: Gewässernetz des Bundesamts für Umwelt (BAFU)
4. ↑  W. Hörer, J. K. Scheuber: Sbrinz-Route – Auf den Spuren der Säumer, auf sbrinz-route.ch
5. ↑  Trübseekapelle - Seelsorgeraum Engelbergertal. Abgerufen am 12. August 2024 (Schweizer Hochdeutsch).